# Ньютон (Нью-Джерсі)
Ньютон (англ. Newton) — місто (англ. town) в США, в окрузі Сассекс штату Нью-Джерсі. Населення — 8374 особи (2020).

## Географія
Ньютон розташований за координатами 41°3′10″ пн. ш. 74°45′17″ зх. д. / 41.05278° пн. ш. 74.75472° зх. д. (41.052742, -74.754787).  За даними Бюро перепису населення США в 2010 році місто мало площу 8,21 км², з яких 8,15 км² — суходіл та 0,06 км² — водойми. В 2017 році площа становила 8,76 км², з яких 8,70 км² — суходіл та 0,06 км² — водойми.

## Демографія
Згідно з переписом 2010 року, у місті мешкало 7997 осіб у 3170 домогосподарствах у складі 1843 родин. Було 3479 помешкань
Расовий склад населення:
| - 85,0 % — білих - 4,9 % — чорних або афроамериканців - 3,0 % — азіатів - 0,5 % — корінних американців - 0,1 % — вихідців з тихоокеанських островів - 4,3 % — осіб інших рас |

До двох чи більше рас належало 2,2 %. Частка іспаномовних становила 12,3 % від усіх жителів.
За віковим діапазоном населення розподілялося таким чином: 21,2 % — особи молодші 18 років, 60,3 % — особи у віці 18—64 років, 18,5 % — особи у віці 65 років та старші. Медіана віку мешканця становила 41,9 року. На 100 осіб жіночої статі у місті припадало 91,5 чоловіків;  на 100 жінок у віці від 18 років та старших — 87,6 чоловіків також старших 18 років.
Середній дохід на одне домашнє господарство  становив 68 993 долари США (медіана — 48 409), а середній дохід на одну сім'ю — 81 996 доларів (медіана — 66 625). Медіана доходів становила 46 440 доларів для чоловіків та 41 017 доларів для жінок. За межею бідності перебувало 14,3 % осіб, у тому числі 22,2 % дітей у віці до 18 років та 6,8 % осіб у віці 65 років та старших.
Цивільне працевлаштоване населення становило 3625 осіб. Основні галузі зайнятості: освіта, охорона здоров'я та соціальна допомога — 24,5 %, роздрібна торгівля — 18,3 %, науковці, спеціалісти, менеджери — 10,0 %, виробництво — 9,4 %.